# Euglossa dodsoni
Euglossa dodsoni is een vliesvleugelig insect uit de familie bijen en hommels (Apidae). De wetenschappelijke naam van de soort is voor het eerst geldig gepubliceerd in 1965 door Moure.
De soort komt voor van Honduras tot Ecuador en Colombia.